# Manuel Espino
Manuel Espino Barrientos (Durango, 29 novembre 1959) è un politico messicano, ex presidente del partito politico di centro-destra Partito Azione Nazionale dal 2005 al 2007.
Dal 2006 al 2010 è stato presidente dell'Organizzazione dei Cristiano Democratici americani.

## Biografia
Espino ha conseguito il Bachelor of Business Administration all'Università del Nordovest (Universidad del noroeste). È stato un giornalista e commentatore politico membro fondatore e vicepresidente della Fundación para la Difusión Cultural del Medio Milenio en América, fondatore e dirigente di varie organizzazioni sportive, studentesche, civiche e di servizi.
È entrato a far parte del PAN nel 1978, svolgendo vari ruoli nel partito, tra i quali quelli di presidente del Consiglio Comunale di Ciudad Juárez, presidente del Consiglio dello Stato di Sonora, Segretario Generale del Comitato Esecutivo Nazionale dal 2002 al 2004 e infine Presidente del partito.
È stato coordinatore dei viaggi del Presidente della Repubblica messicano nel 2001, è stato tre volte deputato federale al Congresso dell'Unione (fino al 2018) ed ha ricoperto varie cariche a livello comunale e statale.